# Мадагаскарский веслоног
Мадагаскарский веслоног (лат. Boophis madagascariensis) — вид лягушек из рода мадагаскарские веслоноги (Boophis) семейства мантеллы.

## Внешний вид и строение
Это древесная лягушка коричневой окраски до 8 см в длину. У мадагаскарского веслонога выпуклые глаза и большие диски на пальцах. На локтях и возле пяточного сустава есть маленькие треугольные складки.
Лягушата длиной до 2 см. Они светло-зелёные с белыми пятнами на голове и коричневым узором в виде сетки на спине. Из-за отличий от взрослых молодь раньше описывали как самостоятельный вид.

## Распространение и места обитания
Эндемики Мадагаскара. Обычный вид в мелководных лесных реках с медленным течением.

## Поведение
Взрослые особи обычно сидят на кустах на высоте примерно метр по берегам рек. Их голос напоминает стон.

## Размножение и развитие
Мадагаскарский веслоног мечет икру прямо в воде. Икринки чёрные. Большая часть головастиков проходит метаморфоз в течение двух отрезков времени: в самый канун зимы и следующей весной. Лягушата очень быстро развиваются и в три месяца становятся неотличимы от взрослых.